# Мала Преспа
Мікрі-Преспа або Мала Преспа ( Μικρή Πρέσπα, алб. Prespa e Vogël) — озеро на межі Албанії та Греції. Максимальна довжина досягає 13,6 км. Площа 48,5 кв.км, з яких 5 квадратних кілометрів знаходиться в Албанії. Найглибша точка становить 8,4 метра, а середня глибина становить 4 м.
Колись озеро Преспа було єдиним. Зараз від материнського озера Малу Преспу відокремлює 2-кілометровий перешийок (пересип), утворений алювіальними відкладами річки Агійон Германон. У 1936—1945 роках у перешийку утворився канал, по якому вода перетікає з Малої Преспи у Велику.

## Острови
На озері є два острови: Агіос Ахіліон (Острів св Ахіллеса) і Відроніссі (або Вітрінетсі). На Агіос Ахіліон знаходиться село, яке є одним з двох поселень в Греції, що побудовані на озерних островах (інше село на острові озера Яніна). Острів сполучений з сушею за допомогою пішохідного моста. Поруч з найвищою точкою знаходяться руїни великого храму святого Ахілла, побудованого царем Самуїлом в кінці 10-го століття н. е.

## Флора та фауна
Озеро Мала Преспа було визнано важливою водно-болотяною екосистемою, що сприяє розмноженню і харчуванню рідкісних видів водоплавних птахів. Тут розташована найбільша у світі колонія гніздувань кучерявого пелікана. Флора в регіоні складається з більш ніж 1500 видів рослин, з яких 146 ендемічних видів для озер Охрид та Преспа, і 39 ендемічних видів для озер Преспа.